# Бондари (Псковский район)
Бондари — деревня в Псковском районе Псковской области. Входит в состав Серёдкинской волости. 
Расположена в 5 км к северо-востоку от села Серёдка.

## Топографические карты
- Лист карты O-35-XVII Новоселье. Масштаб: 1 : 200 000. Издание 1980 г.

1. ↑  Численность населения населённых пунктов Псковской области по данным Всероссийской переписи населения 2010 года